# Mario Šoštarič
Mario Šoštarič, slovenski rokometaš, * 25. november 1992, Slovenj Gradec, Slovenija. 
Mario je levo roki igralec rokometa, ki igra na položaju desnega krila. 

## Igralna kariera

### Klub
Mario je bil član kluba RK Gorenje Velenje do leta 2016. Vmes je bil sicer dve leti, med 2011 in 2013, pri RK Maribor Braniku. 
Z Mariborčani je v sezoni 2011-12 igral v pokalu Challenge kjer so prišli do četrtfinala in za njih prispeval 32 golov. Zatem so v sezoni 2012-13 igrali v pokalu EHF in tam je Mario dosegel 22 zadetkov na sedmih tekmah.
Leta 2013 se je vrnil v Velenje in ostal naslednje tri sezone. Vse te tri sezone so bili v slovenskem prvenstvu uvrščeni na drugo mesto, takoj za prvimi Celjani. 
V sezoni 2013-14 so igrali v ligi prvakov in se uvrstili med šestnajst najboljših moštev. V tem tekmovanju je Šoštarič dosegel 55 golov. Največ zadetkov na posameznem srečanju je uspel doseči 27. novembra 2013 na gostovanju pri švedskem Halmstadtu, ko je za zmago s 40 proti 32 zabil deset golov in bil s tem najboljši strelec tekme.
V sezoni 2014-15 so igrali v pokalu EHF in tam prišli vse do zaključnega turnirja in na koncu zasedli četrto mesto. V tem tekmovanju je Mario na dvanajstih srečanjih dosegel 58 zadetkov in bil drugi strelec ekipe.
V svoji zadnji sezoni pri Gorenju, 2015-16, je bil najboljši strelec slovenskega prvenstva. Na skupaj 34 srečanjih je dosegel 189 zadetkov in za to prejel nagrado za najboljšega strelca sezone.

#### V tujini
Leta 2016 mu je z Velenjčani potekla pogodba in se je odpravil igrat v tujino, in sicer na Madžarsko v njihov po moči drugi klub, Pick Szeged. Tam ima družbo v Stašu Skubetu, ki je bil njegov soigralec že pri Gorenju. Z njimi igra v sezoni 2016-17 v ligi prvakov. 

### Reprezentanca
Na njegovem položaju desnega krila vlada v slovenski selekciji izjemno huda konkurenca. Tako je Mario zgolj občasno v ekipi v kateri na njegovem mestu igrajo največ Gašper Marguč, Blaž Janc in drugi. Je pa bil v postavi aprila 2016, ko si je 19 članov moštva v kvalifikacijah izborilo nastop na olimpijskih igrah v letu 2016.